# Laska komendanta

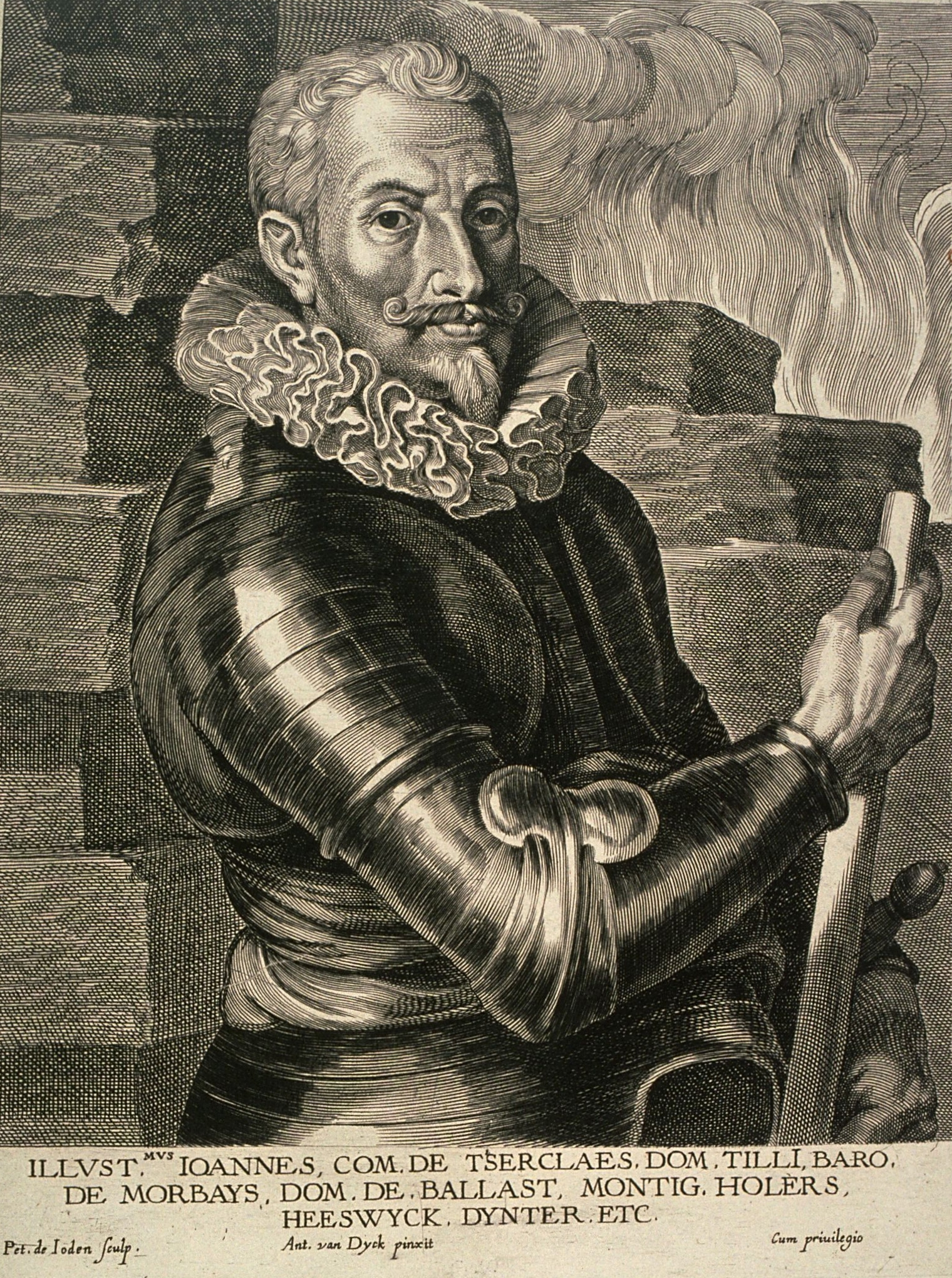
Johan von Tilly z laską komendanta

Laska komendanta – insygnium władzy oficerów i innych komendantów wojskowych, znane już w starożytności, wczesny odpowiednik laski marszałkowskiej i buławy. 
Podczas triumfalnych pochodów w starożytnym Rzymie imperatorowie trzymali oburącz berła, a centurionowie (setnicy) tzw. vitis, pałkę z drewna winorośli, będącą symbolem ich władzy i zarazem narzędziem kary. W europejskim średniowieczu z tych oznak, a także ze wschodnich buzdyganów wytworzono berła i buławy o zmniejszonej długości (ok. 30–40 cm), jak również ceremonialne laski marszałkowskie (o długości wzrostu człowieka), a później laski wojskowe.
Od czasów renesansu coraz częściej używano lasek dowódcy (komendanckich) w postaci prostego kija lub szpicruty jako oznaki władzy oficerskiej, służącej też do wymierzania żołnierzom kar cielesnych i noszonej przez niemal wszystkich oficerów. Wraz z zakazem kar cielesnych w wojsku laska komendanta z wolna wyszła z użycia. Jej pozostałość to znana do II wojny światowej i po niej trzcinka oficerska, używana głównie w armiach państw wspólnoty brytyjskiej i (rzadziej) USA oraz znana dotąd (lecz nikomu od dawna nie nadana) wojskowa laska marszałkowska.